# ヘルベン・カルステンス
ヘルベン・カルステンス（Gerben Karstens、1942年1月14日 - 2022年10月8日）は、オランダ、フォールビュルフ出身の元自転車競技（ロードレース）選手。

## 経歴
1964年東京オリンピック・100kmチームタイムトライアルで金メダル獲得に貢献。
1965年にプロへ転向。ツール・ド・フランス区間通算6勝、ブエルタ・ア・エスパーニャ区間通算14勝の他、1965年のパリ〜ツール制覇などの実績を挙げ、主に、ワンデイレースや、ステージレースでは区間優勝争いで活躍の場を得ていた。
1974年のツール・ド・フランス第4ステージで2位ゴールを果たしたものの、同ステージ終了後のドーピング検査を受け忘れたため、所要総合時間プラス10分のペナルティを受けた。しかし翌第5ステージにおいて、5分のボーナスタイムを得たことにより、マイヨ・ジョーヌを奪取した。
1980年に現役を引退した。
2022年10月8日、死去。80歳没。亡くなる数週間前に脳卒中を起こしていた。

## 主な戦績
1964年
- 東京オリンピック
  -  団体ロードレース(TTT) 優勝（+ バルト・ズット、エヴェルト・ドルマン、ヤン・ピーテルス）

1965年、プロ転向。
- ツール・ド・フランス 区間1勝(第21)
- パリ〜ツール 優勝

1966年
- ツール・ド・フランス 区間2勝(第3b、9)
- ブエルタ・ア・エスパーニャ 区間3勝(第12、15b、17）
- オランダ選手権 個人ロードレース 優勝

1967年
- ブエルタ・ア・エスパーニャ 区間4勝(第7、10b、17、18）

1968年
- グランプリ・ド・フルミー 優勝

1970年
- ミラノ〜サンレモ 2位

1971年
- ツール・ド・フランス 区間1勝(第11a)
- ブエルタ・ア・エスパーニャ 区間1勝(第1b）

1973年
- ジロ・デ・イタリア 区間1勝(第5)
- ブエルタ・ア・エスパーニャ 区間1勝(第1b）
- ロンドン6日間レース 優勝（+ レオ・デュインダム）

1974年
- ツール・ド・フランス 第5、7ステージ総合首位（マイヨ・ジョーヌ）
- ブエルタ・ア・エスパーニャ 区間1勝(第16）
- ツール・デュ・オー・バル 優勝

1975年
- ロッテルダム6日間レース 優勝（+ レオ・デュインダム）

1976年
- ツール・ド・フランス 区間2勝(第18c、22b)
- ブエルタ・ア・エスパーニャ 区間1勝(第12）